# Crassula ovata
Crassula ovata, conhecida como planta-jade, é uma espécie de planta com flor pertencente à família Crassulaceae nativa do sul da África. Às vezes é confundida com a Portulacaria afra, com a qual não tem parentesco próximo.
A autoridade científica da espécie é (Mill.) Druce, tendo sido publicada em Rep. Bot. Soc. Exch. Club Brit. Isles 1916: 617 1917.

## Descrição
A jade é uma planta perene com galhos espessos. Tem folhas grossas, brilhantes e macias que crescem em pares opostos junto com os galhos. As folhas são da cor de jade, mas algumas variedades podem desenvolver uma cor vermelha nas bordas quando expostas a muito sol. Os brotos dos galhos são da mesma cor das folhas. Tornam-se lenhosos com o passar do tempo.
Cresce verticalmente na forma de um arbusto arredondado e cheio, podendo chegar a 2,5 m de altura. A base costuma ter poucos galhos. Às vezes forma-se um tronco principal de 9 cm de diâmetro. 
Selecionaram-se numerosas variedades e cultivares. Dentre elas, a C. ovata cv. Hummel's Sunset ganhou o Prêmio do Mérito da Jardinagem da Royal Horticultural. A C. ovata cv. gollum é conhecida no Brasil como Orelha de Shrek.

### Flores
Ao amadurecer, produz pequenas flores brancas ou rosas em forma de estrela durante o inverno. 

## Portugal
Trata-se de uma espécie presente no território português, nomeadamente no Arquipélago da Madeira.
Em termos de naturalidade é introduzida na região atrás indicada.

### Protecção
Não se encontra protegida por legislação portuguesa ou da Comunidade Europeia.